# Daphnopsis
Daphnopsis es un género con 104 especies de plantas de flores perteneciente a la familia Thymelaeaceae.

## Especies seleccionadas
- Daphnopsis aemygdioi
- Daphnopsis alainii
- Daphnopsis alpestris
- Daphnopsis americana
- Daphnopsis angustifolia
- Daphnopsis nevlingii

## Sinonimia
- Hyptiodaphne